# 1979 год в театре
1979 год в театре

## Яркие постановки
- 1 марта — премьера спектакля Геннадия Егорова по рассказам А. П. Чехова «Житейские мелочи» на сцене Челябинского государственного театра юных зрителей[1][2]. Создатели спектакля и актёры получили шесть дипломов и две премии Министерства культуры РСФСР и ВТО[3][4][5].
- 26 апреля — премьера спектакля Анатолия Васильева по пьесе Виктора Славкина «Взрослая дочь молодого человека» на сцене Московского драматического театра им. К. С. Станиславского.

## Знаменательные события
- В Ленинграде открыт Молодёжный театр на Фонтанке — впоследствии Санкт-Петербургский государственный молодёжный театр на Фонтанке

## Персоналии

### Родились
- 25 января — Светлана Камынина, российская актриса театра и кино[6].
- 15 марта — Евгений Цыганов, российский актёр.
- 28 марта — Наталья Швец, российская актриса театра и кино.
- 10 июня — Светлана Захарова, российская балерина, лауреат Государственной премии России, народная артистка Российской Федерации, лауреат премии «Золотая маска».
- 16 ноября — Алексей Морозов, российский актёр театра и кино.
- 30 декабря — Кирилл Плетнёв, российский актёр театра и кино, режиссёр, сценарист.

### Скончались
- 3 февраля — Николай Плотников, советский актёр театра и кино, режиссёр, театральный педагог, лауреат Сталинской премии, народный артист СССР.
- 16 февраля — Клавдия Половикова, советская актриса театра и кино.
- 15 марта — Леонид Мясин, танцовщик и хореограф, автор более 70 балетов.
- 29 апреля — Мухсин Эртугрул, турецкий актёр и режиссёр.
- 18 мая — Клод Женя, французская актриса.
- 5 июня — Казимеж Опалиньский, польский актёр и театральный режиссёр.
- 16 июня — Костаке Антониу, румынский актёр театра и кино.
- 2 августа — Каарел Карм, эстонский советский актёр.
- 5 сентября — Эдвард Мурадян, армянский советский актёр.
- 25 октября — Рудольф Франк, немецкий и швейцарский актёр и писатель.
- 21 ноября — Анна Лацис, латышская советская актриса и режиссёр.
- 15 декабря — Павел Массальский, советский актёр театра и кино, народный артист СССР.